# Scolesa hypoxantha
Scolesa hypoxantha är en fjärilsart som beskrevs av Rothschild 1907. Scolesa hypoxantha ingår i släktet Scolesa och familjen påfågelsspinnare. Inga underarter finns listade.